# Psychický jev
Psychický jev je sdělitelný (i když ne vždy uvědomovaný), popsatelný a ve formě zkušenosti zobecnitelný důsledek odrazu objektivní a subjektivní reality v psychice jedince, promítající se ve svých důsledcích v různých významech a modifikacích zpětně do všech oblastí lidské činnosti a společenské praxe, kategorie psychické činnosti člověka, tvořící dynamickou součást komplexního psychického pohybu v rámci psychiky, vyznačující se určitými klasifikovatelnými znaky.  Působí jako celek, je funkcí mozku. Zformoval se vlivem společnosti, důležitou roli sehrává výchova. Jevy se mění a vyvíjejí. Mají určité předpoklady – biologické (vlohy dítěte, vlastnosti vyšší NS, pudy) a  sociologické.

## Dělení
Psychické jevy dělíme do tří skupin dle jejich délky trvání. 
1. psychické procesy
  1. procesy poznávací
    1. pozornost
    2. paměti

  2. emocionální procesy
    1. emoce

  3. volní procesy
2. psychické stavy
  1. stavy pozornosti
  2. citové stavy
3. psychické vlastnosti
  1. schopnosti
  2. rysy osobnosti
  3. temperament
  4. charakter[2]

Třídění psychických jevů (psychických kategorií) vymezených psychologickou teorií dosud nejednoznačně je i přes nesporný vklad teorie systémů dosud nejednotné a poplatné teorie kontextu, v němž k němu dochází.